# Czerwony szlam

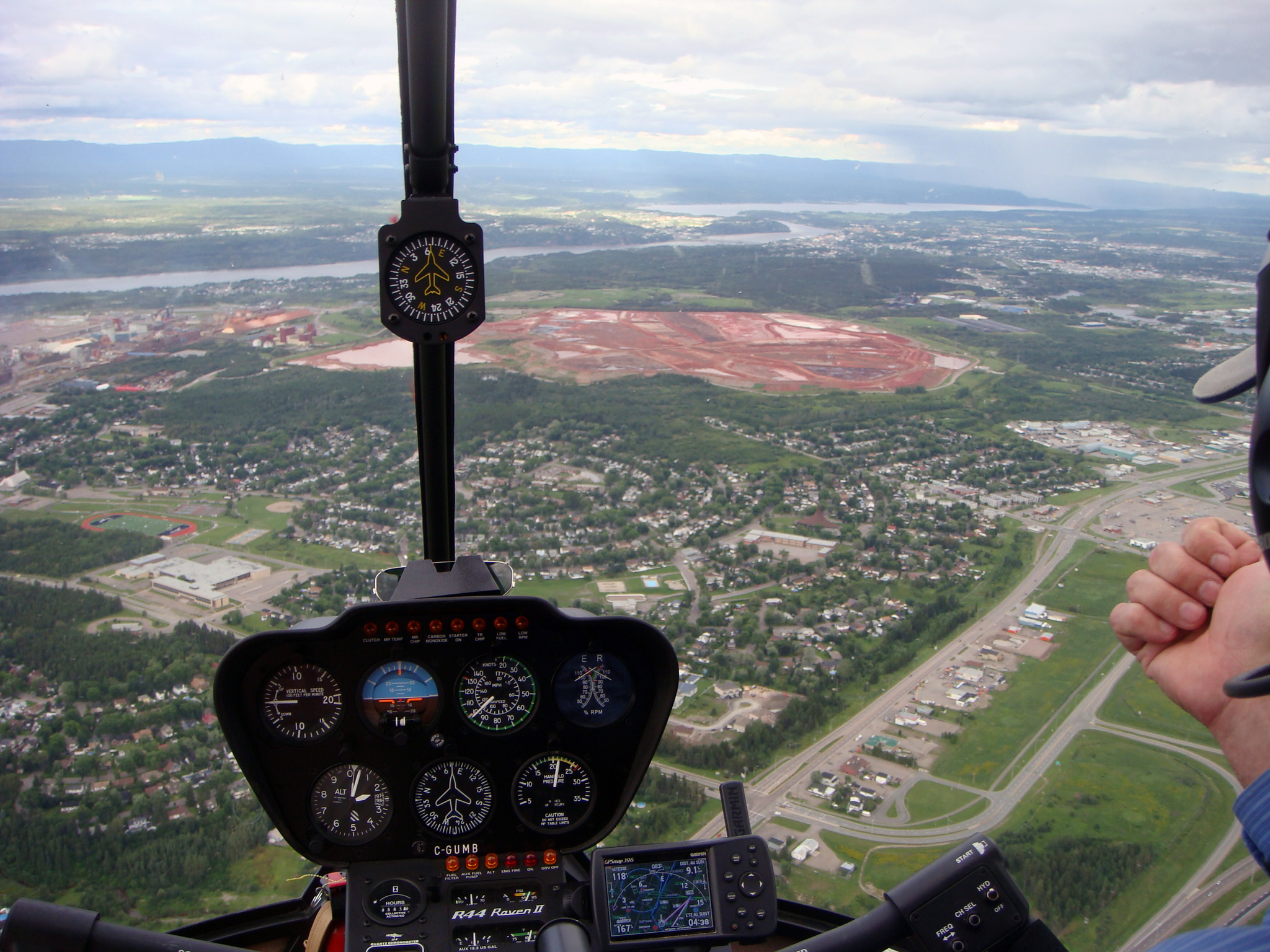
Zbiornik czerwonego szlamu w mieście Arvida, w Kanadzie.

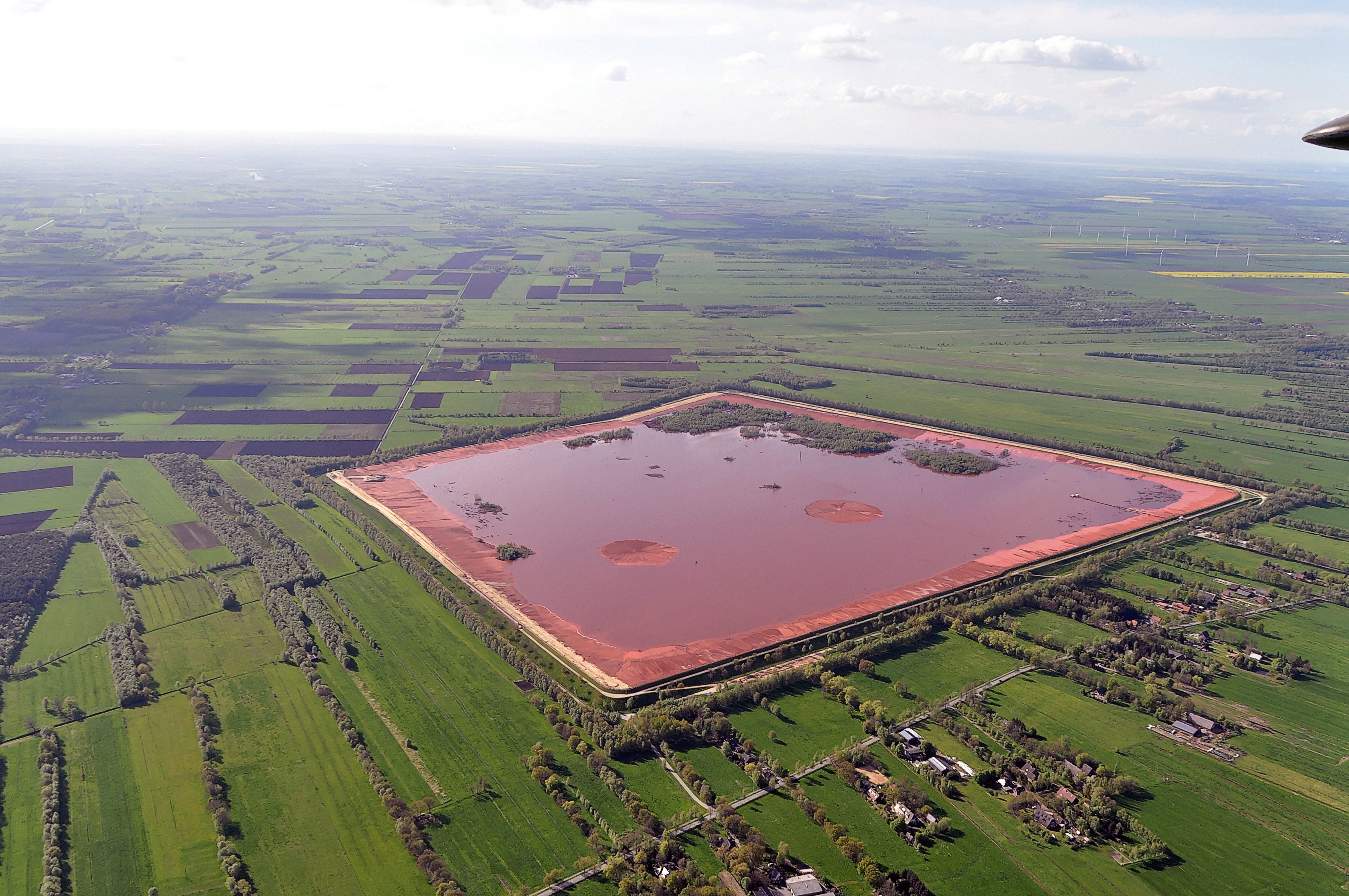
Zbiornik czerwonego szlamu w mieście Stade, w Niemczech.

Czerwony szlam – produkt uboczny powstający podczas produkcji aluminium w tzw. procesie Bayera.
Zawiera on osad, w skład którego wchodzą tlenki żelaza, tytanu i różne związki krzemu, powstające podczas ekstrakcji związków glinu z boksytów z roztworem wodorotlenku sodu. Charakterystyczny czerwony kolor "szlamu" pochodzi od znajdującego się w nim tlenku żelaza, którego zawartość może wynosić nawet 60%. Na wyprodukowaną tonę tlenku glinu Al2O3 (będącego półproduktem, służącym w następnym procesie Halla-Héroulta; z każdej tony tlenku wytwarza się około pół tony czystego metalu), w zależności od jakości boksytu, powstaje od około 0,33 tony (z boksytu w Surinamie) do 2 ton (z boksytu w Arkansas) czerwonego szlamu. W skali całego świata przetwarza się (dane z 1997 roku) ok. 50 milionów ton boksytów rocznie, z których produkuje się 30 mln ton tlenku glinu (a z tego – 15 mln ton metalu) pozostawiając 30 mln ton czerwonego szlamu. Czerwony szlam jest toksyczny i żrący – jego pH wynosi od 10 do 13.

## Katastrofa chemiczna pod Ajką
W 2010 roku doszło do pęknięcia tamy zbiornika i uwolnienia około 700 000 m³ czerwonego szlamu składowanego przez hutę aluminium w Ajce na Węgrzech.
| Skład w przeliczeniu na tlenki | Stężenie | Uwagi                                   |
| ------------------------------ | -------- | --------------------------------------- |
| Fe 2O 3                        | 40–45%   | Nadaje osadowi czerwony kolor           |
| Al 2O 3                        | 10–15%   |                                         |
| SiO 2                          | 10–15%   | W formie glinokrzemianu sodu lub wapnia |
| CaO                            | 6–10%    |                                         |
| TiO 2                          | 4–5%     |                                         |
| Na 2O                          | 5–6%     |                                         |